# Politiki Anixi

Politiki Anixi (griechisch Πολιτική Άνοιξη, Politischer Frühling) ist eine ehemalige griechische nationalistische Partei.
Die Partei wurde im Juni 1993 vom ehemaligen Außenminister Andonis Samaras gegründet, nachdem dieser durch seine nationalistische Haltung im Streit um den Namen Mazedoniens sein Amt in der Regierung Mitsotakis verloren und die konservative Partei Nea Dimokratia verlassen hatte. Wichtigstes Ziel der Partei war es, die Frage der Benennung des Nachbarlandes Nordmazedonien zu klären und zu verhindern, dass es Mazedonien genannt wird.
Bei der Wahl des Präsidenten der Republik im Jahr 1995 schlug Politiki Anixi Kostis Stefanopoulos, den Vorsitzenden der Partei Demokratische Erneuerung, vor. Im August 1996 schloss sich die Demokratische Erneuerung der Partei Politiki Anixi an.
Die Abspaltung von Politiki Anixi 1993 führte das Ende der Regierung Mitsotakis und nach den Parlamentswahlen 1993 die Rückkehr der Oppositionspartei PASOK an die Macht herbei.
Der Politische Frühling erzielte folgende Wahlergebnisse:  
- Bei den Parlamentswahlen 1993 4,9 % und zehn Sitze im griechischen Parlament,[1]
- Bei den Wahlen zum Europäischen Parlament 1994 8,7 % und zwei Sitze.[2]
- Bei den griechischen Parlamentswahlen 1996 scheiterte die Partei mit 2,94 % knapp an der 3-%-Hürde  für den Einzug ins Parlament.[3]
- Bei den Europawahlen 1999 erlangte sie mit 2,3 % ebenfalls keinen Sitz.[4]

An den griechischen Parlamentswahlen 2000 beteiligte sich die nach diesen Misserfolgen in Auflösung begriffene Politiki Anixi nicht mehr, ihr Parteiführer Samaras unterstützte öffentlich die Nea Dimokratia und bereitete damit seiner Rückkehr in diese Partei und der Fortsetzung seiner politischen Karriere den Boden. Vor den griechischen Parlamentswahlen 2004 schloss sich Samaras wieder der Nea Dimokratia an und wurde bei der Europawahl 2004 zum MdEP gewählt. Bei den Parlamentswahlen 2007 wurde Samaras in das griechische Parlament gewählt und war von Januar 2009 bis zur Niederlage bei den Parlamentswahlen 2009 Kulturminister. Im November 2009 wurde er zum Vorsitzenden der Nea Dimokratia gewählt.